# Eleutherodactylus ronaldi
Espèce
Statut de conservation UICN

 VU B1ab(iii) : Vulnérable
Eleutherodactylus ronaldi est une espèce d'amphibiens de la famille des Eleutherodactylidae.

## Répartition
Cette espèce est endémique de la province de Santiago de Cuba à Cuba. Elle se rencontre de 212 à 1 060 m d'altitude dans  la Sierra Maestra et les monts Sagua-Baracoa.

## Étymologie
Cette espèce est nommée en l'honneur de Ronald Francis Klinikowski.

## Publication originale
- Schwartz, 1960 : Nine new Cuban frogs of the genus Eleutherodactylus. Science Publishers Reading Public Museum Art Gallery, vol. 11, p. 1-50.